# Pacte oriental
Le pacte oriental était un projet d'entente discuté en 1933 et 1934 entre différents pays d'Europe pour garantir la stabilité des frontières orientales de l'Allemagne mais qui a échoué.

## Le contexte
À l'occasion des accords de Locarno signés en 1925, l'Allemagne avait accepté de reconnaître ses frontières occidentales. Par contre, elle s'était catégoriquement refusée à faire de même pour les frontières orientales, vis-à-vis desquelles Berlin maintenait ses revendications territoriales. Cette politique révisionniste avait, à cette occasion, encouragé la France à prendre sous son aile les trois pays de la Petite Entente (Roumanie, Tchécoslovaquie et Yougoslavie) et à renforcer son alliance avec la Pologne.
Dans un contexte de rapprochement de la France avec l’Union soviétique, initié dès novembre 1932 par la signature d'un pacte de non-agression, le projet de « Locarno de l'Est » est revenu résolument sur le devant de la scène diplomatique, notamment après que l'Allemagne a montré, tout au cours de 1933, d’un net regain d’agressivité : retrait de la conférence du désarmement et de la Société des Nations, fin de la collaboration militaire avec Moscou etc.
La diplomatie soviétique, placée en 1930 sous l’égide de Maxim Litvinov, s’inquiète des prétentions allemandes et ouvre une ère nouvelle de rapprochement avec ses plus proches voisins : signatures de pactes de non-agression avec la Pologne, les pays baltes et la Finlande etc. La coopération germano-soviétique, née du Traité de Rapallo (1922), a été enterrée en à peine six mois et incite encore un peu plus Staline à trouver de nouveaux partenaires.

## Discussions
Entamées dès la fin de 1933 par les deux chancelleries, les discussions entre Louis Barthou, ministre français des affaires étrangères, et son homologue soviétique, Litvinov, prennent de l’ampleur à partir de mars 1934. Barthou, nommé au ministère des Affaires étrangères au lendemain de la crise ministérielle après les émeutes du 6 février 1934, a saisi immédiatement le potentiel qu’offrent les quelques discussions et a proposé un vaste plan destiné à stabiliser définitivement les frontières européennes. Le pacte oriental été arrêté en début juin 1934 et a prévu la participation de l’Allemagne, des États baltes, de la Finlande, de la Pologne, de la Tchécoslovaquie et de l’Union soviétique. Tous les signataires se sont engagés à prêter une assistance immédiate au contractant dont il serait le voisin et qui serait victime d’une agression de la part d’un des autres participants au pacte. Cette stipulation se double d’une assistance mutuelle franco-soviétique.

## L'échec
Alors que Barthou se battait avec succès pour obtenir l’adhésion de l’Union soviétique à la Société des Nations, septembre 1934, la diplomatie française, dans son ensemble, se luttait pour obtenir le consentement des pays intéressés au pacte oriental. Paris a obtenu l’accord enthousiaste de Prague, le soutien modéré de Londres et la timide adhésion des pays baltes mais s'est heurté immédiatement au refus catégorique de l’Allemagne mais aussi de la Pologne. L’opposition ferme de Józef Beck, ministre des affaires étrangères polonais, fait échouer le projet. Varsovie était effectivement lié à Berlin par un pacte de non-agression (janvier 1934) et ne voulait à aucun prix mécontenter le Troisième Reich et mettre à mal les bonnes relations avec lui.
L’échec de ce projet, amplifié par la mort de Barthou à l’occasion de l’attentat perpétré contre le roi Alexandre Ier de Yougoslavie, en octobre 1934 à Marseille, conduira la France et l’Union soviétique à signer un pacte strictement bilatéral en mai 1935.